# Cambridge
 For alternative betydninger, se Cambridge (flertydig). (Se også artikler, som begynder med Cambridge)
Cambridge er en by i England med 123.867 indbyggere (2011). Cambridge ligger ca. 80 km nord for London.

## Universiteter
Byen er mest kendt for Cambridge Universitet, som er grundlagt i 1209. Det er et at de førende universiteter i verden indenfor forskellige kategorier.

## City uden domkirke
Cambridge fik status som city i 1951. Dette skete som en anerkendelse af byens store betydning gennem tiderne. 
De fleste cities har en domkirke. Det har Cambridge ikke. Den nærmeste domkirke ligger i Ely omkring 23 km fra Cambridge.